# Entoloma nitidum
Entoloma nitidum es un hongo basidiomiceto de la familia Entolomataceae. Su seta, o cuerpo fructífero, aflora desde mediados de verano a mediados de otoño, generalmente en zonas de media altitud, en suelos ácidos de bosques de coníferas. Su epíteto específico, nitidum, significa "brillante, replandeciente".

## Descripción
Su seta presenta un sombrero de entre 2 y 5 centímetros de diámetro. Es de color azul acero, que empalidece conforme la seta envejece, de textura fibrosa, suave y ligeramente escamoso. En ejemplares jóvenes, tiene forma acampanada. Más tarde se extiende, adquiriendo una forma convexa y mamelonada. Las láminas son libres, tupidas y ventrudas, de color claro al principio y rosado más tarde. El pie es de color parecido al del sombrero, y mide unos 8 centímetros de longitud. La base es blanquecina y se adelgaza e interna en el sustrato, como si fuera una raíz. La esporada es rosada y su carne es blanda, dulce y sin olor, más fibrosa en la zona del pie.